# Children of Mana
Children of Mana, conhecido no Japão como Seiken Densetsu DS: Children of Mana (聖剣伝説DS CHILDREN of MANA, Seiken Densetsu DS: Chirudoren obu Mana, lit. "Lenda da Espada Sagrada DS: Crianças de Mana"), é um jogo de action-RPG de 2006 para o Nintendo DS, parta da série Mana e, mais especificamente, da compilação World of Mana lançada pela Square Enix Co., Ltd.. Children of Mana é o primeiro jogo do World of Mana e foi desenvolvido por Nex Entertainment sob a supervisão de Koichi Ishii.

## Enredo

### Ambientação
Este episódio da série acontece no mundo de Fa'diel na ilha de Illusia onde, no centro da ilha, fica a famosa árvore de Mana. Há alguns anos, na ilha de Illusia, um evento conhecido por grande desastre, teve lugar na base da árvore de Mana e muitas vidas foram perdidas. Durante este evento, um jovem rapaz corajoso e uma menina usaram a Espada de Mana para salvar o mundo do desastre.
Agora, anos mais tarde, um grupo de órfãos expõe a investigar os detalhes do evento que levou tantos entes queridos. O jogador deve viajar pelo restante dos cinco continentes do Fa'diel - Jadd, Topple, Wendell, Ishe e Lorimar - para completar o jogo. Poderá viajar para os outros continentes montado em Flammie de um lugar ao usar o "Flammie Drum".

### Personagens
Os quatro personagens principais de Children of Mana são Ferrik, Tamber, Poppen e Wanderer. Eles vivem todos juntos na Vila Mana, perto da árvore de Mana.